# Гипертоническая ретинопатия
 Гипертоническая ретинопатия  — повреждение сетчатки и нарушение циркуляции сетчатки из-за высокого кровяного давления (то есть гипертонии).

## Патофизиология
Изменения при гипертонической ретинопатии — результат повреждений и адаптивных изменений в артериях и артериальной циркуляции вследствие высокого кровяного давления.

## Симптомы
Большинство пациентов с гипертонической ретинопатией не имеет никаких
видимых симптомов. Тем не менее, некоторые могут сообщать об ухудшении зрения или головных болях.

## Признаки
Признаки повреждения сетчатки, вызванные гипертонией, включают в себя:
- Артериальные изменения, такие, как общее сужение артериол, фокусное сужение артериол, артериовенозные сдавливания, изменения в стенках артериол (атеросклероз) и аномалии в точках, где артериола и венула пересекаются. Проявления этих изменений включают в себя артериолы типа медный провод, когда центральный световой рефлекс занимает большую часть ширины артериолы, артериолы типа серебряный провод, когда центральный световой рефлекс занимает всю ширину артериолы и «артерио-венулярную (AV) шейку» или «AV сжатие»", из-за венозного сужения и банкинга.
- Повреждения продвинутой ретинопатии, такие как микроаневризм, пятна кровоизлияний и/или кровоизлияния в форме язычков пламени, ишемические изменения (например, «ватные пятна»), жесткий экссудат, а в тяжелых случаях — отек диска зрительного нерва (папиллоэдема, или эдема оптического диска), кольцо экссудата по всей сетчатке, так называемая «макулярная звезда» и потеря остроты зрения, как правило, из-за макулы.

Слабые признаки гипертонической ретинопатии можно увидеть довольно часто у нормальных людей (3-14 % взрослых лиц в возрасте ≥40 лет), даже без артериальной гипертензии.

## Классификация Кейта Вагенера Баркера (KWB)
1 степень
Артериоларное сужение / истощение / склероз -`серебряный провод` и сосудистая извилистость
2-я степень
Степень 1 + неправильное расположение, узкие перетяжки — известные как `AV шейка` или` AV сжатие`
3 степень
Степень 2 + отек сетчатки, ватные пятна и кровоизлияния в форме язычков пламени
4 степень
степень 3 + отек диска зрительного нерва (папиллоэдема) + макулярной звезда
Существует связь между степенью ретинопатии и смертностью. В классическом
исследовании в 1939 году Кэйд (Keith) и его коллеги описали прогнозы для людей с различной тяжестью ретинопатии. Они показали, что 70 % с 1-й степенью ретинопатии были живы после 3 лет, тогда как только 6 % с 4-й степенью выжили. Наиболее широко используемая современная система классификации носит их имена. Роль классификации ретинопатии в стратификации риска обсуждается, но было предложено, что о людях с признаками ретинопатии от артериальной гипертензии, особенно с кровоизлиянием в сетчатку, микроаневризмом и ватными пятнами, следует позаботиться.

## Дифференциальный диагноз
Некоторые другие заболевания могут привести к ретинопатии, которую можно спутать с гипертонической ретинопатией. Они включают в себя диабетическую ретинопатию, ретинопатию из-за аутоиммунного заболевания, анемию, лучевую ретинопатию , окклюзию центральной вены сетчатки .

## Лечение и ведение
Основная цель лечения заключается в предотвращении, ограничении или реверсировании повреждения целевого органа путём снижения высокого кровяного давления пациента и снижения, тем самым, риска сердечно-сосудистых заболеваний и смертельного исхода. Для снижения высокого кровяного давления могут потребоваться антигипертензивные средства лечения.